# كارين أوهارا
كارين أوهارا (بالإنجليزية: Karen O'Hara)‏ هي مخرجة فنية أمريكية، ولدت في القرن العشرين في مورتون غروف في الولايات المتحدة.

## وصلات خارجية
- كارين أوهارا على موقع IMDb (الإنجليزية)
- كارين أوهارا على موقع قاعدة بيانات الفيلم (الإنجليزية)